# دين شوان تيان
دين شوان تيان (بالفيتنامية: Đinh Xuân Tiến) هو لاعب كرة قدم فيتنامي من مواليد 10 يناير 2003، يلعب في صفوف نادي سونغ لام نغي أن ولمنتخب فيتنام تحت 23 سنة لكرة القدم.

## روابط خارجية
- دين شوان تيان على موقع قاعدة بيانات كرة القدم.إي يو (الإنجليزية)
- دين شوان تيان على موقع Soccerway.com (الإنجليزية)